# Lyropteryx diadocis
Lyropteryx diadocis is een vlindersoort uit de familie van de prachtvlinders (Riodinidae), onderfamilie Riodininae.
Lyropteryx diadocis werd in 1910 beschreven door Stichel.